# Ichinobe-no Oshiwa
Ichinobe-no Oshiwa (磐坂市邊押磐), milieu du Ve siècle - octobre 456, est le fils ainé de l'empereur japonais Richū et le père des futurs empereurs Kenzō et Ninken.  
Aucune dates précises e peuvent être affectées aux vies ou règnes de cette période mais le règne de l'empereur Ankō est considéré avoir duré de 456 à 479 et Oshiwa meurt au cours du règne d'Ankō.
Selon le Nihonshoki, Oshiwa est tué dans un accident de chasse par Yūryaku. Ses fils sont adoptés comme héritiers par l'empereur Seinei. Ce sont les prince Woke  (ou Kenzō-tennō) et prince Oke (ou Ninken-tennō).

## Source de la traduction
- (en) Cet article est partiellement ou en totalité issu de l’article de Wikipédia en anglais intitulé « Ichinobe-no Oshiwa » (voir la liste des auteurs).